# 杨再思
楊再思（634年—709年8月3日），名綝，中国唐朝的大臣，封鄭恭公，在武则天的武周时代和唐中宗时担任宰相，史家多批评他的阿谀。

## 早年
杨再思生年不详，他是鄭州原武（今河南原陽縣）人。他少年时通过科举考试，为玄武（今四川德阳）县尉。一次他到京城长安办公时，住在一个客舍里，有个贼偷了他的行李。小偷逃走的时候被杨再思撞倒，小偷认罪把行李还给杨再思。他对小偷说 "你犯罪可能是因为贫穷没有财物，你悄悄的走吧，别被被人抓到。只给我留下公文就行，钱你拿走吧。”小偷走后，杨再思借钱回到玄武县。杨再思累迁天官员外郎，历任左右肃政台御史大夫。

## 武周时代
694年七月十八，杨再思任鸞臺侍郎（鸞臺即唐朝的门下省）、同鳳閣鸞臺平章事，成为宰相之一。
697年，在契丹可汗孙万荣叛乱期间，后突厥汗国可汗默啜当时和武则天的武周王朝时盟时叛，就是说他和武周联盟对抗契丹的条件是归还突厥逃到中原的人口和财物粮食。杨再思、姚璹强调继续与突厥联盟的必要性。武则天接受杨再思、姚璹的意见认为契丹未平，继续交好突厥，突厥日益强大。
699年八月十九，杨再思罢相，为左臺大夫（唐朝的御史大夫）。
704年，关于地方官不能尽职尽责，武则天询问宰相。李峤和唐休璟认为官场上都重视中央官员而轻视地方官。他们建议派中央各部门的官员去主持大州的政务。武则天把上疏的人的姓名写在纸条上，抽取了其中二十个人。保持他们中央的职务，同时命他们主持大州的事务。杨再思和韋嗣立等人名列其中。在武则天在长安的时候，杨再思作为神都洛阳的副留守，七月初三，杨再思被任命为內史，鳳閣（鳳閣即唐朝的中书省）的长官，再次成为宰相。
史称在武则天时作宰相的杨再思，以谄媚阿谀知名。一次，武则天的男宠张易之、张昌宗的哥哥司礼少卿張同休举办宴会，張同休在席间戏弄杨再思说他长得像高句丽人。杨再思为之欣然，剪纸帖巾，反披紫袍，跳起了高丽舞，宴会上满座大笑。当时，有人赞美张昌宗长得英俊，说：“六郎（张昌宗的小名）面似莲花。”杨再思不以为然，张昌宗问他为什么，他回答说：“六郎不是面似莲花，而是莲花面似六郎。” 有人問他官居宰輔，爲什麽這樣低聲下氣。他說，世道艱難，剛直的人招災禍，不諂媚，怎麼保全自己？當時，城內有積水，關閉坊門辟邪。楊再思上朝的時候，有輛牛車陷在泥中，車夫叱牛不前，抱怨說：“笨宰相不能調和阴阳，卻關闭坊门，讓我難於行走！”楊再思讓小吏對他說：“你的牛勁小，不能全責怪宰相啊。” 
七月十二，張同休和他弟弟汴州刺史张昌期、尚方少监張昌儀因犯貪污罪下獄，张昌宗也卷進了此案。七月廿二，御史大夫李承嘉、御史中丞桓彦范以張氏兄弟贪赃四千余缗钱，應該將张昌宗免官。张昌宗反對，認為自己對國家有大功，犯的罪不至于被免職。武则天問宰相，张昌宗有什麽功勞。楊再思回答：“张昌宗调制神丹，陛下服用后确實有效，沒有比這再大的功勞了。”武则天以為皇帝调制神丹，作為张昌宗出入宮禁的借口。武則天非常高興，赦免了张昌宗。但這讓人清楚地看到了楊再思的諂媚，左补阙戴令言寫了一篇《兩腳狐賦》，諷刺楊再思是一隻兩隻腳的狐狸。杨再思看到這首賦，将戴令言外放为长社县令。在宋璟彈劾張昌宗兄弟一案中，楊再思想斥退宋璟。宋璟厲聲道：“圣明天子在此，不用麻烦你这个宰相擅自宣布敕命！” 這些年裡他的爵位由弘农县男、郑县侯、弘农郡公，一直升到到郑国公。

## 唐中宗时代
705年，武则天退位。唐朝復辟，原來曾被她廢黜的兒子太子李显重新復位。他改換了許多宰相，但楊再思依然保持相位。二月初五，他官拜戶部尚書、同中書門下三品，京师長安留守。三月廿五，楊再思检校揚州都督府（今江苏省扬州市）长史，但他依然在朝中作宰相不用到揚州上任。 六月十五，楊再思检校中書令。十月廿五，杨再思为侍中。他也充任了唐中宗顺天皇后（韦后）的奉册使。
706年，唐中宗的女婿光禄卿、驸马都尉王同皎被宋之問的弟弟宋之遜控告和洛阳人張仲之、祖延慶、武当縣丞寿春县人周璟謀反，要殺掉静德王武三思，帶兵入宮廢黜韋皇后。张仲之历数武三思之罪，涉及到武三思与韋皇后的私情。審理此案的宰相楊再思和韦巨源假裝打盹沒聽見，最後王同皎等人被處死。
707年，唐中宗的太子李重俊是后宫所生，被韋后的女兒安乐公主李裹儿和李裹儿的丈夫武崇訓（武三思的儿子）所忌。安乐公主李裹儿一直想做皇太女取代太子。太子發動了重俊之變，起兵殺死武三思和武崇訓，然後圍宮要抓韋后、李裹儿和上官婉儿。杨再思、蘇瓌、李峤与兵部尚书宗楚客、左卫将军纪处讷拥兵二千余人，聚集在太极殿前闭门坚守，反對李重俊。最後，李重俊兵敗被殺。之後宰相宗楚客、纪处讷陷害魏元忠參與重俊之變，因為魏元忠的儿子魏升參加了李重俊的起事。楊再思附和宗楚客、纪处讷，最後魏元忠被貶為務川縣尉，死在途中的涪陵。九月，楊再思重任中书令。
708年春二月十五，杨再思升职为尚書右僕射（尚書省长官），同中書門下三品，景龙三年夏六月二十三日（709年8月3日），楊再思去世，年七十六，赠特进、并州大都督，陪葬乾陵，谥号恭。
前夫人河东裴氏，新都县主，后夫人清河张氏，合葬陪于乾陵。弟杨季昭为考功郎中，杨温玉为户部侍郎。子杨禎，司勳員外郎；孙杨獻，汝南太守；曾孙杨和。

## 传记文献
- 《舊唐書·卷九十 杨再思傳》
- 《新唐書·卷一百零九·杨再思傳》
- 《資治通鑑·卷205、卷206、卷207、卷208、卷209》

## 外部連接
- 陝西唐代李承嘉墓 （页面存档备份，存于）

| 前任： 魏元忠 | 唐朝尚书右仆射 709年 | 繼任： 蘇瓌 |